# 康尼丽鱼属
康尼麗魚屬，是條鰭魚綱䲁形目麗魚科下的一個屬。

## 分類
本屬屬於褶唇麗魚亞科，目前被認可的種如下：
- 喀麥隆康尼麗魚 Konia dikume
- 埃氏康尼麗魚 Konia eisentrauti